# Karolina Drozdowska
Karolina Drozdowska (ur. 12 marca 1985) – polska tłumaczka z języka norweskiego, doktor literaturoznawstwa, adiunkt Uniwersytetu Gdańskiego. W pracy naukowej zajmuje się dramatem norweskim, w szczególności twórczością Jensa Bjørneboe.
W 2013 wygrała konkurs NORLA (Centrum Norweskiej Literatury za Granicą) na felieton dla tłumaczy literatury norweskiej na świecie.

## Wybrane tłumaczenia
- Agnes Ravatn, Goście, Warszawa: Wydawnictwo Pauza 2025[3]
- Linn Strømsborg, Nigdy, nigdy, nigdy, Warszawa: ArtRage 2022[4]
- Cecilie Enger: Biała mapa, Sopot: Smak Słowa 2022[5]
- Klara Hveberg: Oprzyj swoją samotność o moją, Gdańsk: Marpress 2021[6]
- Nina Brochmann i Ellen Støkken Dahl: Radości z kobiecości. Katowice: Sonia Draga 2017. Książka tłumaczona razem z Małgorzatą Rost
- Dagny Thurmann-Moe: Kolorowa rewolucja: architektura, wnętrza, moda. Warszawa: Agora 2017.
- Heine Bakkeid: Zatęsknię za tobą jutro. Katowice: Sonia Draga 2017.
- Anne B. Ragde: Zawsze jest przebaczenie. Sopot: Smak Słowa 2017. Książka tłumaczona razem z Ewą M. Bilińską

- Erik Bertrand Larssen: Hell week. Sopot: Smak Słowa 2017.
- Odd Harald Hauge: Everest. Warszawa: Edipresse 2017. Książka tłumaczona razem z Ewą M. Bilińską
- Jørn Lier Horst: Gdy mrok zapada. Sopot: Smak Słowa 2016.
- Larssen, E.B. Bez litości. Sopot: Smak Słowa 2016.
- Lars Mytting: Porąb i spal. Książka zamiast siekiery. Sopot: Smak Słowa 2016. Książka tłumaczona razem z Witoldem Bilińskim.
- Lars Mytting: Płyń z tonącymi. Sopot: Smak Słowa 2016.
- Jørn Lier Horst: Ślepy trop. Sopot: Smak Słowa 2016.
- Alf Prøysen: Koziołek, który umiał liczyć do dziesięciu. Oslo: Gyldendal 2014.
- Grethe Nordhelle: Mediacja. Gdańsk: FISO 2010.